# Guy d'Hardelot
Guy d'Hardelot   (Hardelot Castle, agost 1858 - Londres, 7 de gener de 1936) pseudònim de Helen Rhodes (de soltera Helen Guy), fou una compositora, cantant i professora de dicció, anglesa.

## Biografia
D'Hardelot va néixer Helen Guy, de pare anglès i mare francesa, al castell d'Hardelot, prop de Boulogne-sur-Mer.
A l'edat de quinze anys passà a París, i estudià al Conservatori amb Maury. Encoratjada per Gounod, Victor Maurel i d'altres músics notables, publicà la seva primera melodia vocal, Sans toi, i després acompanyà madame Calvé a Amèrica; en una gira (1896), residint a Londres.
A més de la melodia mencionada se li deuen les següents:
Avec toi; Tristesse; Visions; A vous; Chanson de ma mie; Sous les brauches; Valse des libellules; Nuit d'eté; La fermière; Vos yeux; Quand on aime; The Bees' Courtship; Little Boy Blue; Almond Blossoms; Mignon; Say yes; Elle et lui; (Song cycle); A Bunch of Violets; A Mediaeval Knight; A Lesson with the Fan; A Song of Gladness; Amorita; Midsummer Dreams; The Perfect Flower; The Sun and the Shower; And Old Romance; Three Green Bonnets; The Dawn; Because; I know a Lovely Garden, entre d'altres.